# Коњско (Липљан)
Коњско (алб. Kojskë) је насеље у општини Липљан, Косово и Метохија, Република Србија.

## Становништво
| Демографија | Демографија | Демографија |
| Година      | Становника  | Становника  |
| ----------- | ----------- | ----------- |
| 1948.       | 98          |             |
| 1953.       | 122         |             |
| 1961.       | 157         |             |
| 1971.       | 213         |             |
| 1981.       | 264         |             |
| 1991.       | 293         |             |